# Річицький заказник
Річицький — гідрологічний заказник місцевого значення. Об'єкт розташований на території Ратнівського району Волинської області, с. Річиця.
Площа — 1046,8 га, статус отриманий у 1994 році.
Перебуває у користуванні Забродівської сільської ради (990 га) та ДП СЛАП «Ратнеагроліс» (Щедрогірське лісництво, кв. 30, вид. 28; кв. 31, вид. 8; кв. 32, вид. 1–19, 25 (56,8 га).
Статус надано з метою охорони та збереження у природному стані заболоченої заплави р. Прип'ять з озерами льодовикового походження Річицьким і Стрибуж, де зростають прибережно-водні, болотяні, лучні угруповання та чагарники із верби білої (Salix alba), калини звичайної (Viburnum opulus), крушини ламкої (Frangula alnus), а також береза повисла (Betula pendula) та вільха чорна (Alnus glutinosa). 
Біля русла річки зростають очерет звичайний (Phragmites australis), лепешняк великий (Glyceria maxima), рогіз вузьколистий (Typha angustifolia), плетуха звичайна (Calystegia sepium), м'ята водяна (Mentha aquatica), чистець болотяний (Stachys palustris), щавель прибережний (Rumex hydrolapathum). 
Болотяні угруповання представлені бореальними видами осок: чорна (Carex nigra), здута (C. rostrata), бліда (C. pallescens), пухирчаста  (C. vesicaria), висока (C. elata), також тут зростають вовче тіло болотяне (Comarum palustre), пухівка вузьколиста (Eriophorum angustifolium), теліптерис болотяний (Thelypteris palustris). 
У луках на піднятих частинах заплав трапляється щучка дерниста (Deschampsia caespitosa), молінія голуба (Molinia caerulea), мітлиця тонка (Agrostis capillaris), тонконіг лучний (Poa pratensis), тимофіївка лучна (Phleum pratense), дрібні осоки – чорна (Carex nigra), жовта (C. flava), просоподібна (C. panicea). 
Територія заказника є місцем мешкання і розмноження, зупинок під час міграційних перельотів водно-болотяних видів птахів. Заказник перебуває під охороною Рамсарської конвенції як водно-болотне угіддя міжнародного значення. Тут трапляється рідкісний вид – видра річкова (Lutra lutra), занесений до Червоної книги України, Європейського червоного списку, Червоного списку Міжнародної спілки охорони природи.

## Галерея

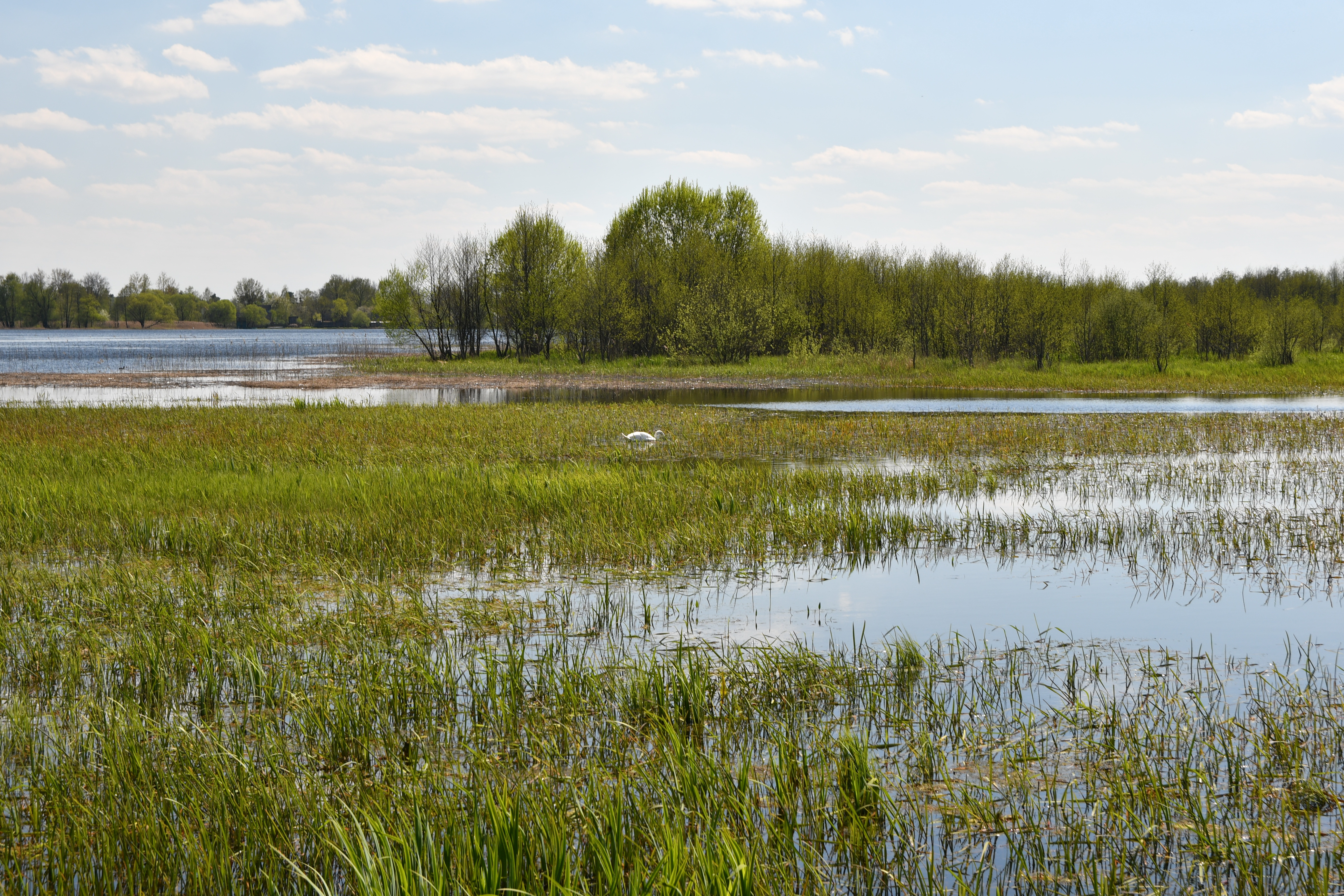
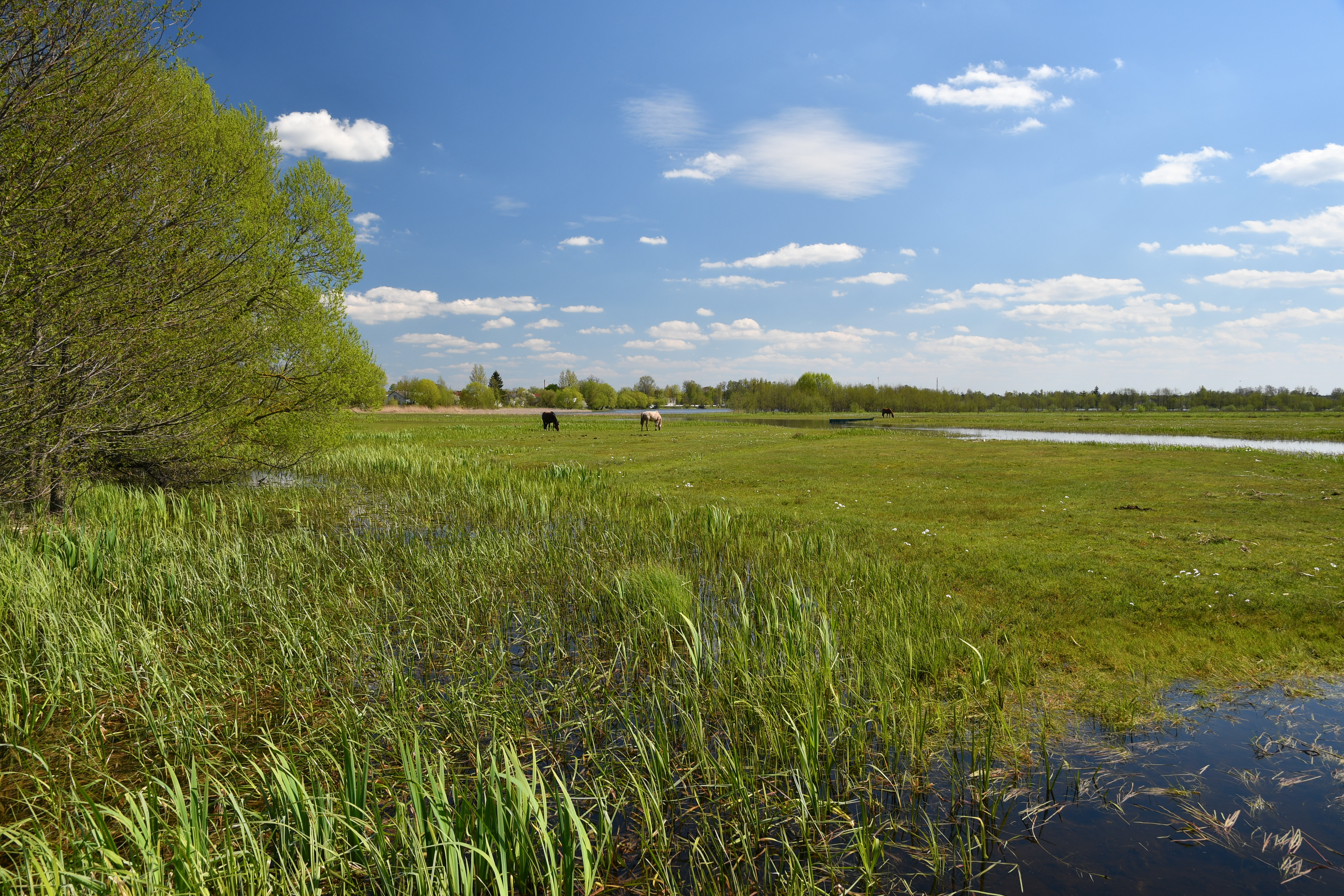
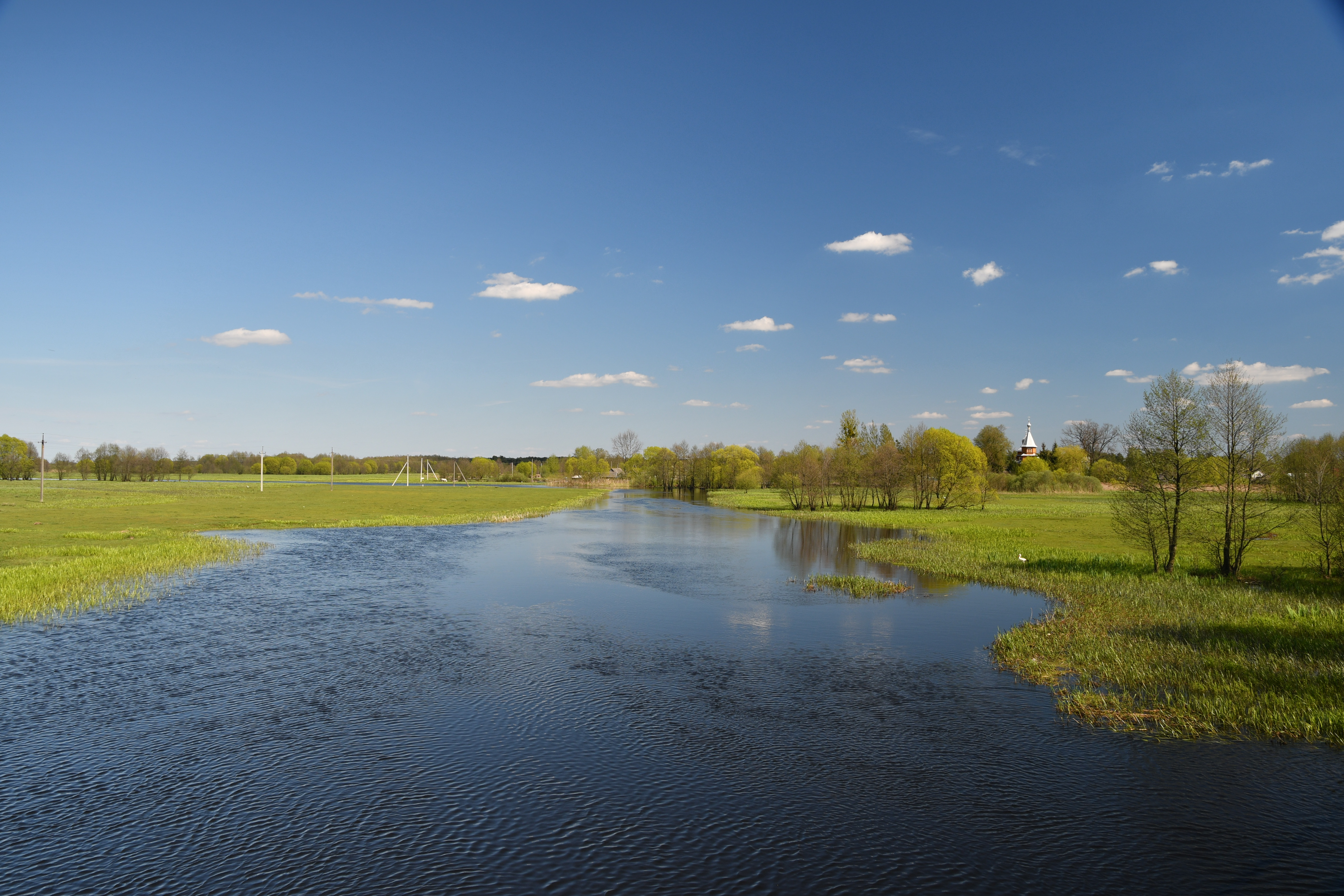
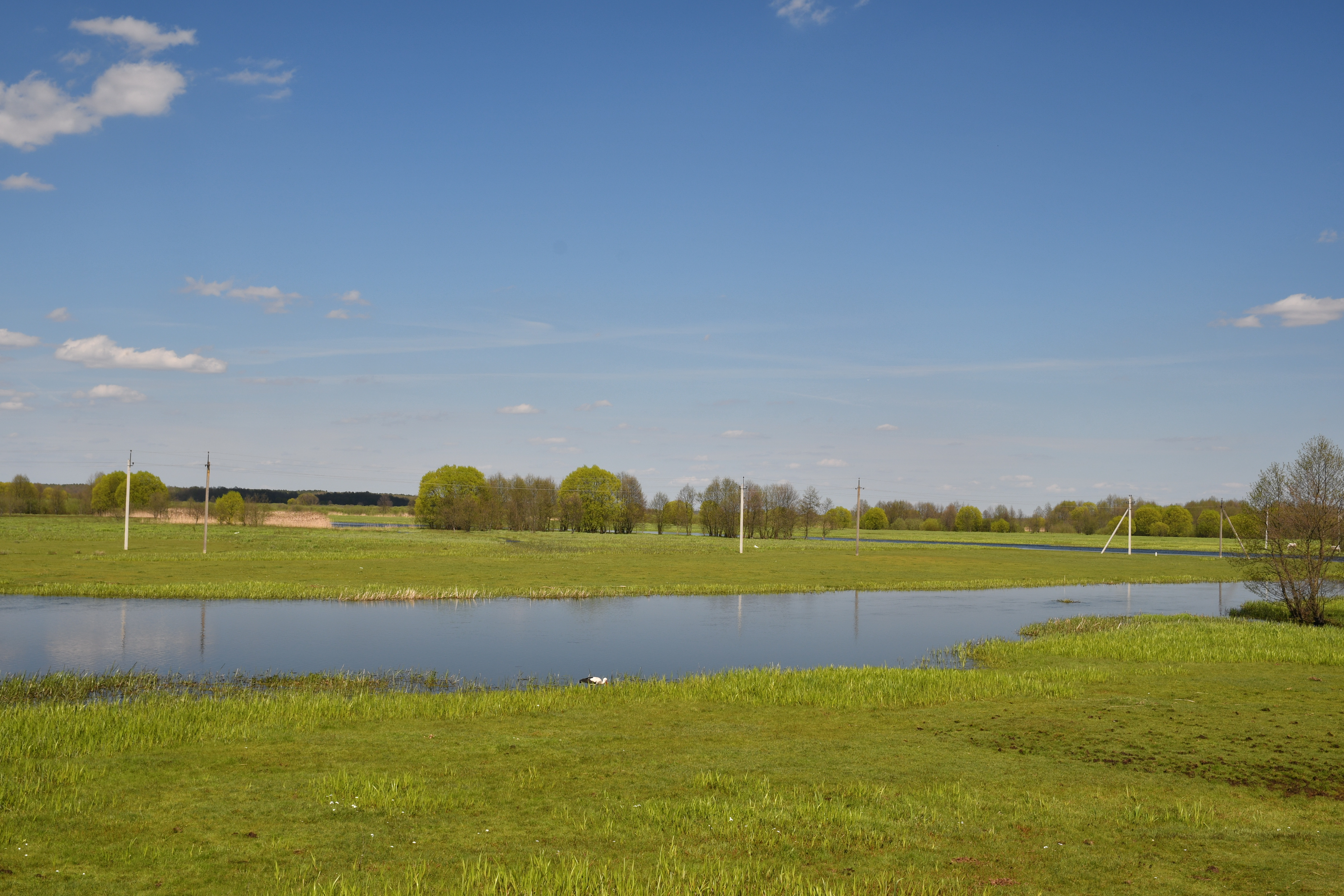